# Ira Eaker
Ira Eaker (1898-1987) foi um defensor de bombardeamentos estratégicos americano. Ele tomou o comando da oitava força do exército americano na Inglaterra de este desde dezembro de 1942 e convenceu os seus chefes políticos da necessidade de bombardear a Alemanha estrategicamente. Foi transferido para o Mediterrâneo em janeiro de 1944 e ficou lá até ao final da guerra.